# Діоген Аполлонійський
Діоген Аполлонійський, також Діоген із Аполлонія — давньогрецький філософ, досократик, жив близько 460 до н. е. Учень Анаксимена, сучасник Анаксагора.

## Погляди
Система поглядів Діогена належить до типу гілозоістичних, як і системи інших перших іонійців.
Уривки з його твору «Про природу» дійшли до нас завдяки Сімпліцію, Діогену Лаертійскому, Цицерону й Аристотелю. Діоген Аполлонійський захищає існування єдиного світового початку і полемізує із вченням Анаксагора про гомойомерії. Видима подвійність світових явищ пояснюється тим, що вона закладена вже з самого початку у першопринципі, який Діоген бачить у повітрі. В цьому помітний вплив Анаксимена.
Повітря має ознаки як матеріального, так і духовного світу; Діоген йому приписує пізнання. Все виникає з нього, але виникає різним чином. Спочатку виникають чотири стани повітря, або чотири ступені ущільнення його. Земля — це охолоджене повітря; ущільнюючись, він виділив із себе більш легкі частини і відштовхнув їх від себе на всі напрямки; таким чином, Земля опинилася в центрі всесвіту, а небо, Сонце та зірки — на периферії. Повітря — принцип життя; душа — не що інше як тепле повітря; різниця типів живого пходить від різниці теплоти повітря. Рух повітря утворює в органах людини пізнання; думка є проходження повітря через кров. Думки утворюються в серці.